# Нитрат тория(IV)
Нитрат тория(IV) — неорганическое соединение, соль металла тория и азотной кислоты с формулой Th(NO3)4, бесцветные кристаллы, растворимые в холодной воде, образует кристаллогидрат.

## Получение
- Растворение оксида или гидроксида тория в азотной кислоте:

{\displaystyle {\mathsf {ThO_{2}+4HNO_{3}\ {\xrightarrow {}}\ Th(NO_{3})_{4}+2H_{2}O}}}
{\displaystyle {\mathsf {Th(OH)_{4}+4HNO_{3}\ {\xrightarrow {}}\ Th(NO_{3})_{4}+4H_{2}O}}}

## Физические свойства
Нитрат тория(IV) образует бесцветные кристаллы.
Хорошо растворяется в холодной воде с сильным гидролизом по катиону.
Растворяется в этаноле, диэтиловом эфире, ацетоне.
Образует кристаллогидрат состава Th(NO3)4•5H2O.

## Химические свойства
- Безводную соль получают реакцией кристаллогидрата с оксидом азота:

{\displaystyle {\mathsf {2(Th(NO_{3})_{4}\cdot 5H_{2}O)+5N_{2}O_{5}\ {\xrightarrow {150-160^{o}C}}\ 2Th(NO_{3})_{4}+10HNO_{3}}}}
- Разлагается при нагревании:

{\displaystyle {\mathsf {Th(NO_{3})_{4}\ {\xrightarrow {400^{o}C}}\ ThO_{2}+4NO_{2}+O_{2}}}}
- Кристаллогидрат при нагревании разлагается иначе:

{\displaystyle {\mathsf {2(Th(NO_{3})_{4}\cdot 5H_{2}O)\ {\xrightarrow {185-270^{o}C}}\ 2Th(NO_{3})_{2}O+4NO_{2}+O_{2}+10H_{2}O}}}
- Реагирует с горячей водой:

{\displaystyle {\mathsf {Th(NO_{3})_{4}+2H_{2}O\ {\xrightarrow {90^{o}C}}\ Th(NO_{3})_{2}(OH)_{2}\downarrow +2HNO_{3}}}}
- Реагирует с щелочами:

{\displaystyle {\mathsf {Th(NO_{3})_{4}+4NaOH\ {\xrightarrow {}}\ Th(OH)_{4}\downarrow +4NaNO_{3}}}}